# Mo’ezzi
Mo'ezzi (albo Mu'izzi), pers. معزی (właściwie: Abu Abd Allah Mohammad-e Abd al-Malek Niszapuri) (ur. ok. 1048–1049 w Niszapurze, zm. ok. 1125–1127) – perski poeta liryczny działający na dworze Wielkich Seldżuków.

## Życiorys
Mo'ezzi odziedziczył stanowisko poety-laureata ("amir asz-szo'ara") po swoim ojcu, Abd al-Maleku Borhanim (ok. 1018–1073), który był panegirystą Alp Arslana (pan. 1063–1072). Według znanej anegdoty przez rok miał komponować panegiryki nie otrzymując od Malekszaha (pan. 1072–1092) żadnej nagrody i popadając w coraz większe długi, zanim nie został przedstawiony sułtanowi przez księcia z rodu Kakujidów, Ala ad-Daulę Ali-e Faramarza. Zaprezentowany wówczas przez poetę fragment jego wiersza miał wywrzeć na Malekszahu takie wrażenie, że nadał mu tytuł "Amir Mo'ezzi", nawiązujący do tytułu samego sułtana, "Mo'ezz ad-Donja wa-ad-Din" (pol. "Ozdoba Świata i Wiary"). Pod imieniem Mo'ezzi poeta przeszedł do historii.
Aż do śmierci Malekszaha w roku 1092 Mo'ezzi pozostał na jego dworze. Następnie przez kilka lat wędrował pomiędzy różnymi miastami, by w roku 1097 osiąść na dworze obejmującego wówczas władzę nad Chorasanem Ahmada Sandżara (pan. 1118–1157), w którego służbie pozostał do końca życia. Na przełomie lat 1117–1118 Mo'ezzi w niejasnych okolicznościach został raniony przez Sandżara strzałą, i leczył się potem przez długi czas, będąc wyłączonym z życia dworskiego. Ostatnią osobą, o której Mo'ezzi napisał panegiryk był minister Sandżara Mo'in ad-Din Mochtas al-Molk Ahmad, który został zamordowany w roku 1127. Wydaje się zatem, że poeta zmarł przed tą datą. Jednak pisząc o nim w roku 1157 Nezami Aruzi (XI–XII w.) nie używa zwyczajowych formuł modlitewnych używanych w stosunku do osoby zmarłej, co mogłoby wskazywać, że poeta jeszcze wtedy żył.

## Twórczość
Mo'ezzi pisał kasydy na cześć czterech seldżuckich sułtanów: Malekszaha, Berk-Jaruka (pan. 1092–1104), Mohammada Tapara (pan. 1105–1118) i Ahmada Sandżara, a także ghaznawidzkiego sułtana Bahramszaha (pan. 1117–1157), Chorezmszahów Mohammada (pan. 1097–1127) i Atsyza (pan. 1127–1156) oraz wezyra Nezama-al-Molka (1018–1092), jak również wielu innych osobistości. Za życia cieszył się ogromnym powodzeniem. W swojej twórczości nawiązywał do liryki wcześniejszych ghaznawidzkich poetów dworskich, takich jak Onsuri (zm. ok. 1039), Farrochi (zm. ok. 1037/1038) i Manuczehri (zm. 1041), często cytował także Rudakiego (zm. 941). W klarownych wierszach, używając prostych słów, potrafił przywołać bogatą paletę obrazów. Spośród XII-wiecznych poetów, z wyłączeniem Anwariego, w największym stopniu widać u niego wpływ języka codziennego. Umiejętnie stosował także szereg metafor, które na stałe weszły do języka perskiej poezji. W niektórych wierszach antycypował "panegiryki erotyczne", które stały się popularne na ghaznawidzkim dworze niedługo później, i muszą być uważane za prekursorskie w stosunku do gazeli Hafeza (ok. 1325 – ok. 1390). Jego twórczość wywarła wielki wpływ na późniejszych poetów i jest on uważany za "jednego z największych mistrzów poezji lirycznej jakich Persja kiedykolwiek urodziła".